# アラフ＝ユニ
アラフ＝ユニ (ロシア語: Аллах-Юнь、サハ語: Ааллаах Үүн)は、ロシア連邦サハ共和国ウスチ＝マヤ地区にある都市型集落。アルダン川の支流のアラフ＝ユニ川のほとりに位置する。人口は44人（2017年）。